# Diatessaron
El Diatessaron (en siríaco ܐܘܢܓܠܝܘܢ ܕܡܚܠܛܐ, Ewangeliyôn Damhalltê) es el evangelio más prominente que de modo temprano buscó una armonía entre los cuatro evangelios canónicos. Fue creado por Taciano, un apologista asirio temprano y asceta.
Taciano quería combinar todo el material textual encontrado en los cuatro evangelios —los tres evangelios sinópticos (de Mateo, de Marcos y de Lucas) y el evangelio de Juan— en una narración coherente de la vida y muerte de Jesús. Aun así, a diferencia de muchos que más tarde buscaron armonizar el Nuevo Testamento, el interés de Taciano parece haber sido motivado por la aspiración de validar los cuatro evangelios canónicos o demostrar que podían unirse sin inconsistencias ni error. 
A pesar de que fue ampliamente usado por los primeros cristianos de Siria, el texto original no ha sobrevivido, pero fue reconstruido en 1881 por el teólogo y erudito bíblico alemán Theodor Zahn a partir de diversas traducciones y comentarios.

## Etimología
El título Diatessaron proviene del latín diatessarōn (‘hecho de cuatro [ingredientes]’), derivado a su vez del griego διὰ τεσσάρων (dia tessarōn, ‘de cuatro’).
El nombre en siríaco para esta obra es ܐܘܢܓܠܝܘܢ ܕܡܚܠܛܐ (Ewangeliyôn Damhalltê), que significa ‘Evangelio de lo combinado’.

## Visión general
Taciano buscó armonizar los evangelios en términos de texto para hacer que tuviese lugar todo el material canónico. Para ello creó su propia secuencia narrativa que resulta diferente tanto de la secuencia sinóptica como de la de Juan. Ocasionalmente creó periodos de tiempo que no se encuentran en ninguna de las fuentes. Esta secuencia de Taciano es coherente consigo misma, pero no necesariamente consistente con todos o con parte de los evangelios canónicos.
Taciano aparentemente aplicó el siguiente principio con respecto a la narrativa: ahí donde los evangelios difieren, uno de otro, con respecto a ciertos detalles, eventos o enseñanzas, el Diatessaron resuelve tales aparentes contradicciones seleccionando una u otra alternativa y suministrando detalles consistentes del otro evangelio omitiendo material duplicado especialmente entre los sinópticos. Así, por ejemplo, con respeto a la curación del ciego en Jericó, el Diatessaron informa solo a un hombre ciego, Bartimeaus, sanado por Jesús cuando dejaba la ciudad siguiendo el relato de Marcos (10, 46) y expande la narración con frases de Lucas 18, 36-37) omitiendo cualquier mención a dos ciegos sin nombre que también sanó Jesús cuando dejaba Jericó (Mat 20, 29). Asimismo, omite el milagro de Jesús cuando entró en Jericó el día anterior y sana a un ciego de quien no se dice el nombre (Lc 18, 35).